# Proud Tower Inage
La Proud Tower Inage (プラウドタワー稲毛) est un gratte-ciel résidentiel situé à Chiba dans la banlieue de Tokyo. 
Construit de 2007 à 2009, il mesure 125 mètres de hauteur et comprend 356 logements sur 37 étages pour une surface de plancher de 43,861 m².
L'immeuble a été conçu par la société Obayashi Corporation.
C'est l'un des dix plus haut gratte-ciel de Chiba.